# HMS Emperor (D98)
O HMS Emperor foi um porta-aviões de escolta operado pela Marinha Real Britânica e um membro da Classe Ruler. Sua construção começou em junho de 1942 nos estaleiros da Seattle-Tacoma Shipbuilding Corporation e foi lançado ao mar em outubro do mesmo ano, sendo originalmente comissionado na Marinha dos Estados Unidos em maio de 1943 como USS Pybus, a vigésima quinta embarcação da Classe Bogue. Era capaz de transportar 24 aeronaves, era armado com uma bateria antiaérea de canhões de 127, 40 e 20 milímetros, tinha um deslocamento carregado de mais de quinze mil toneladas e conseguia alcançar uma velocidade máxima de dezesseis nós (trinta quilômetros por hora).
O Pybus foi finalizado logo enviado para a Costa Leste, onde foi descomissionado em agosto 1943 e transferido para o Reino Unido, sendo imediatamente comissionado como HMS Emperor e enviado para Belfast a fim de passar por modificações. Pela primeira metade de 1944 participou da escolta de comboios para a União Soviética, sendo então transferido para atuar no Mar Mediterrâneo, onde permaneceu até novembro. No ano seguinte foi transferido para o Sudeste Asiático, operando em escoltas a partir do Ceilão, onde ficou até o fim da guerra. O Emperor permaneceu na área até o fim do ano, sendo descomissionado em 1946, devolvido aos Estados Unidos e desmontado.